# Kap Hudson
Das Kap Hudson (russisch Мыс Воронина, Mys Woronina) ist das nördliche Kap der Mawson-Halbinsel an der ostantarktischen Georg-V.-Küste.
Am 19. Januar 1840 sichtete Leutnant William Leverreth Hudson (1794–1862) von der USS Peacock Land in der Umgebung des Kaps bei der United States Exploring Expedition (1838–1842) unter der Leitung des US-amerikanischen Polarforschers Charles Wilkes. In Wilkes’ Karten findet sich eine als Kap Hudson benannte Formation, die anhand der Analyse von Luftaufnahmen der Operation Highjump (1946–1947) und den Australian National Antarctic Research Expeditions im Jahr 1959 dem hier beschriebenen Kap zugeordnet werden kann.